# 밀 모스크바 헬리콥터 공장

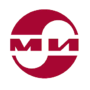

밀 모스크바 헬리콥터 공장(러시아어: Московский вертолётный завод им. М.Л. Миля) 또는 밀 헬리콥터는 소비에트 러시아의 헬리콥터 제작사이다. 밀 헬리콥터는 설립자인 미하일 밀의 이름을 따라 지어졌다.
밀 헬리콥터는 2006년 카모프, 로스트베르톨과 함께 오보론프롬에 합병되었다. 밀 브랜드는 유지하되, 중복되는 생산 라인은 정리하기로 했다.